# 小行星6590
小行星6590（6590 Barolo）是一颗绕太阳运转的小行星，为主小行星带小行星。该小行星于1985年10月15日发现。

## 轨道参数
小行星6590的轨道半长轴为3.0242527 UA，离心率为0.102。